# PIER+HORIZON

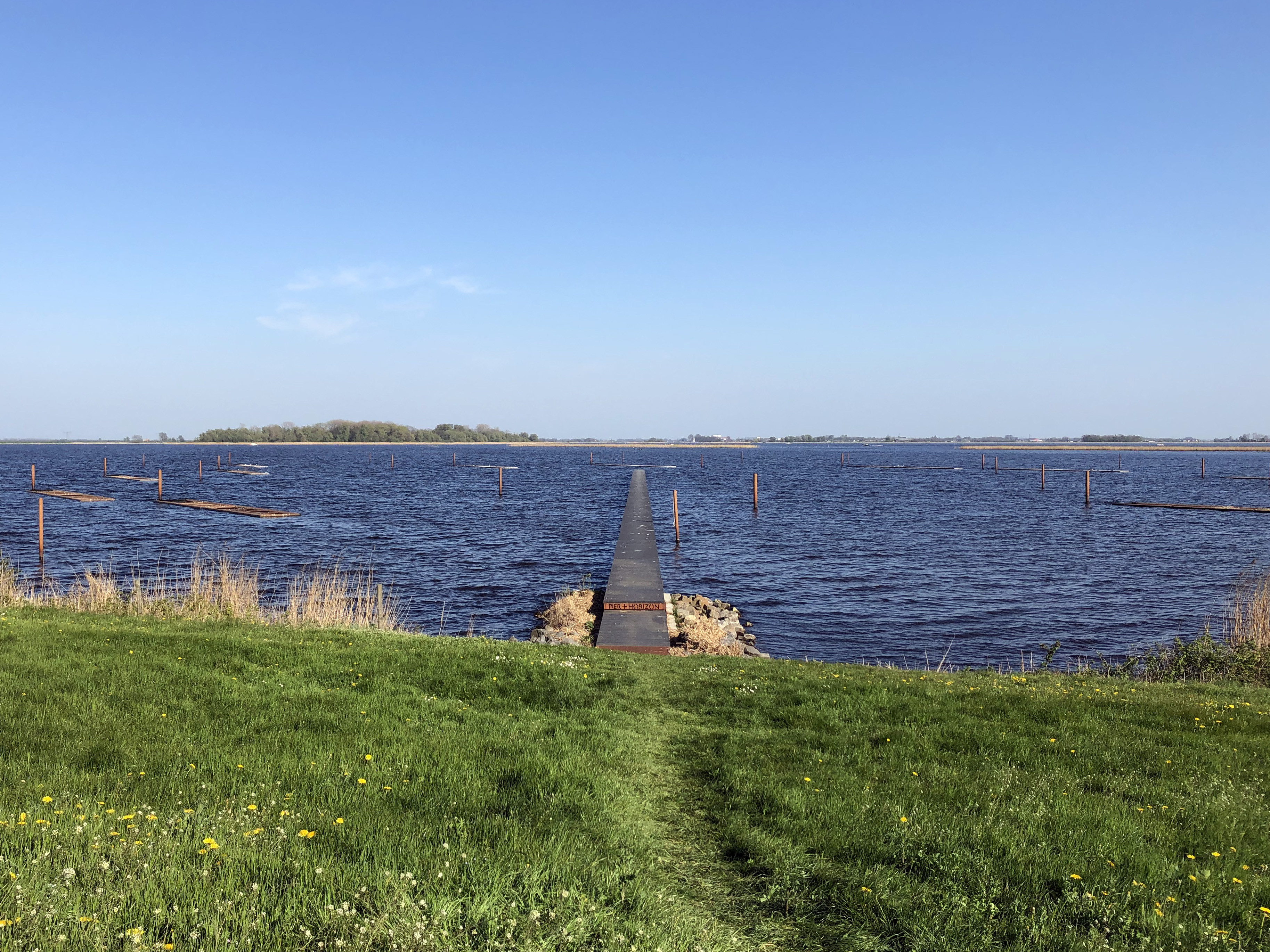
PIER+HORIZON in 2019

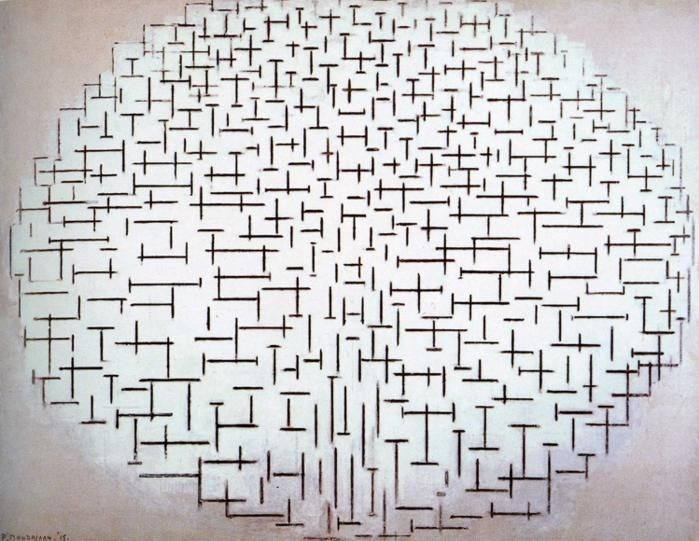
Compositie 10 in zwart wit (Pier en Oceaan) van Piet Mondriaan (1915). Kröller-Müller Museum, Otterlo.

PIER+HORIZON is een land art-installatie uit 2016 van Paul de Kort in het Zwarte Meer, in het zuidoosten van de Noordoostpolder bij Kraggenburg.

## Omschrijving
Het kunstwerk bestaat uit een 135 meter lange pier die het Zwarte Meer insteekt.  Rondom de pier drijven kraggen: vlotten begroeid met riet. Op dezelfde plek lag voor de drooglegging van de Noordpoostpolder een strekdam langs het Zwarte Water van zes kilometer lang die een lichtwachtershuis op een kunstmatig eiland (Oud Kraggenburg) over het Zwarte Meer (toen de Zuiderzee) verbond met het vaste land bij Genemuiden.
De Kort was bij het ontwerpen van deze installatie geïnspireerd door de Pier en Oceaan -serie van Piet Mondriaan.
Van de installatie wordt elke dag een foto gemaakt. De foto's worden elk seizoen gebundeld in een time lapse-video. 
Tussen 15 oktober en 1 maart is de pier afgesloten; deze wordt dan gebruikt door broedende vogels.